# Iconologie
Cet article possède des paronymes, voir Ichnologie et Iconographie.
L’iconologie, littéralement la « science des images », est une discipline qui étudie les conditions de production des images ainsi que le message qu'elles sont susceptibles de véhiculer.
Elle est associée à l'histoire, à l'histoire de l'art, à l'esthétique et à la communication et place les œuvres qu'elle étudie dans une perspective sociale et historique.
Avec l'émergence du numérique à la fin des années 1990, cette discipline, nécessairement transversale, prend une importance considérable.

## Histoire
Bien que la tradition iconologique remonte à la première moitié du XVIe siècle avec l'Illustrium Imagines d'Andrea Fulvio (1517) ou les Imagini con la sposizione de li Dei degli Antichi de Vincenzo Cartari (1556), l’Iconologia de Cesare Ripa (1593) fait figure d'ouvrage fondateur de l'iconologie. Elle se donne comme ambition « de servir aux poètes, peintres et sculpteurs, pour représenter les vertus et les vices, les sentiments et les passions humaines. »  
Quelques cent-cinquante ans après, Lacombe de Prezel fait paraitre en 1756 un Dictionnaire d'iconologie, qui en prolonge la démarche et fait de cette « science » un outil à destination des peintres. C'est à la même période (1751) que Diderot et d'Alembert dans leur Encyclopédie définissent l'iconologie comme « la science qui regarde les figures et les représentations, tant de l'homme que des dieux. Elle assigne à chacun des attributs qui leur sont propres, et qui servent à les différencier. » 
A la fin du XIXe siècle, en France, on trouve des personnalités qui entreprennent une étude systématique des images, par exemple Émile Straus, ou encore John Grand-Carteret. 
Mais ce n'est qu'au début du XXe siècle, sous l'impulsion d'Aby Warburg que l'iconologie deviendra un outil d'interprétation et non plus simplement de description, abandonnant ainsi la tradition qui la faisait à l'usage des artistes pour devenir une discipline d'analyse au service de l'histoire de l'art, faisant alors s'entrecroiser philologie, philosophie et histoire sociale. L'iconologie lui permet ainsi de vérifier la « survivance » (nachleben) de « formules de pathos » (pathosformeln) à différentes époques. Cependant il ne la théorise pas directement comme tel, et le terme « iconologie » relève sous sa plume encore d'une fonction strictement descriptive. 
Aby Warburg a eu pour principaux disciples Erwin Panofsky, Ernst Gombrich, Raymond Klibansky, Fritz Saxl, Adolf von Hildebrand et Edgar Wind. D'après la psychanalyste Marie-Josée Latour, l'iconologie de Warbug fait un lien entre l'histoire de l'art et « ses conditions de production et son inscription dans la temporalité », de sorte à voir les images comme « des réalités historiques insérées dans un processus de transmission de la culture ». 
Toutefois, de nombreux chercheurs contemporains de Warburg ont contribué à sédimenter cette discipline, tels Eduard Fuchs ou John Grand-Carteret ou même Charles Clermont-Ganneau, sans pour autant qu'aucun n'ait son impact, ni celui de son successeur Panosfky. 
C'est Erwin Panofsky qui norme l'usage de cette discipline de manière systémique, entre autres à travers ses Essais d'iconologie (1939), en distinguant l'analyse iconographique (qui s'en tient à la description et la classification des œuvres) de l'interprétation iconologique qui a pour vocation d'extraire le sens de l'image dans la perspective d'une histoire culturelle. Il revient cependant sur l'usage de ce terme dans sa préface à l'édition française de 1966, en admettant qu'aujourd'hui cette distinction n'est plus valable car la plupart des historiens font de l'iconologie quand ils parlent d'iconographie. Mais il s'agit néanmoins d'une redéfinition de la discipline qui éclipsera celle initiée par Warburg et qui dominera au moins jusqu'à Hubert Damisch, avant d'être largement critiquée dans les années 1990, essentiellement par Georges Didi-Huberman. 
Dans les années 1980, dans le contexte des études visuelles anglo-saxonnes (visual studies), W.J.T. Mitchell a proposé une nouvelle conception de l'iconologie comme étant l'« étude des images à travers les médias » (the study of images across the media). Pour le théoricien du tournant iconique (pictorial turn), il s'agit dès lors non seulement d'analyser la construction sociale (ou communicative, historique, technique, etc.) du champ visuel, comme le pratique l'approche traditionnelle décrite ci-dessus, mais aussi de s'attacher à la construction visuelle du champ social, comme l'exemplifie notamment son propos sur la rhétorique marxiste dans son livre Iconologie : image, texte, idéologie. 
En 1996, Hubert Damisch rapproche pour la première fois les théories de l'iconologie de Warburg et celles de la psychanalyse de Freud dans son essai Le Jugement de Pâris, en créant une approche méthodologique qu'il nomme iconologie analytique. L'année suivante, il rédige Un souvenir d'enfance par Piero della Francesca, qu'il présente comme un « pastiche » de l'essai de Freud Un souvenir d'enfance de Léonard de Vinci, il y reprend les fondements de l'iconologie analytique, qu'il définit comme « un discours portant sur les œuvres de l'art et qui, récusant toute idée de psychanalyse appliquée, mais faisant sienne l'hypothèse de l'inconscient, aurait pour centre la question de la figurabilité [...] soit la condition à laquelle est soumise toute pensée qui cherche à faire jour dans l'art comme dans le rêve, et ne saurait y réussir sans accéder à une manière ou une autre de visibilité. » et délaisse la psychanalyse de l'artiste que Freud proposait à partir d'un tableau de Léonard, au profit d'une réflexion anthropologique sur les origines de l'homme. 
En 2002, l'ouvrage de Georges Didi-Huberman L'image survivante, a remis Aby Warburg au goût du jour en soulevant un certain nombre de questions méthodologiques en histoire de l'art. Le livre tout en étant une biographie de l'auteur, s'inscrit également dans la continuité des critiques opposées par ses précédents travaux à l'iconologie de Panofsky jugée trop néo-kantienne. Il propose d'en renouveler la méthodologie à partir des concepts de nachleben et de pothosformeln forgés par Aby Warburg. 
L'iconologie a connu un certain nombre d'échos récents dans l'analyse d'image et plus spécifiquement dans les études cinématographiques. Par exemple, le Dictionnaire d'iconologie filmique (2022) propose un regroupement d'articles ayant pour fondement l'iconologie appliquée au cinéma. 

### De nouvelles approches
Depuis plusieurs années[Quand ?], de nouvelles approches de l'iconologie se sont développées dans la théorie des images. C'est ainsi le cas de ce que Jean-Michel Durafour, philosophe et théoricien du cinéma, a proposé de nommer « éconologie », soit une approche biologique des images comme formes de vie, croisant l'iconologie, l'écologie et les sciences de la nature. 

En régime éconologique, l’image (eikon) se spécie, c’est-à-dire s’iconicise avec d’autres et s’éco-iconicise avec elles son habitat (oikos) iconique[Quoi ?]. L'iconologie, principalement warburgienne, y rencontre une conception des relations entre les êtres de la nature héritée, entre autres (Arne Næss, etc.), des écrits de Kinji Imanishi. Pour Imanishi, les êtres vivants sont des sujets. Ou plus exactement, l’environnement (« écospécie ») et l’être vivant (« spéciété ») ne forment qu’un. L’une des conséquences principales est que la spéciété « s’écospécie son lieu de vie ». En ce qui concerne les images : 

« Si les espèces vivantes se spécifient, les images s’iconicisent. Cela n’a rien d’une tautologie. Les images actualisent certaines de leurs virtualités iconiques. Elles vivent au milieu d’autres images, passées ou présentes, mais aussi futures (ce ne sont que des classifications humaines), avec lesquelles elles entretiennent des rapports. Elles s’iconicisent dans un environnement iconique avec lequel elles entrent en interaction et qui, en particulier, fait d’elles les images qu’elles sont. Ou plus exactement, dans la mesure où les images y ont une part active. »